# Улица Ванемуйзе
Улица Ванемуйзе (эст. Vanemuise tänav) — улица в Тарту, от улицы Юликооли (как продолжение улицы Ууэтуру) до улицы Ваксали.

## История
Предыдущее название — улица Айя.

## Достопримечательности
д. 6 — Театр «Ванемуйне»

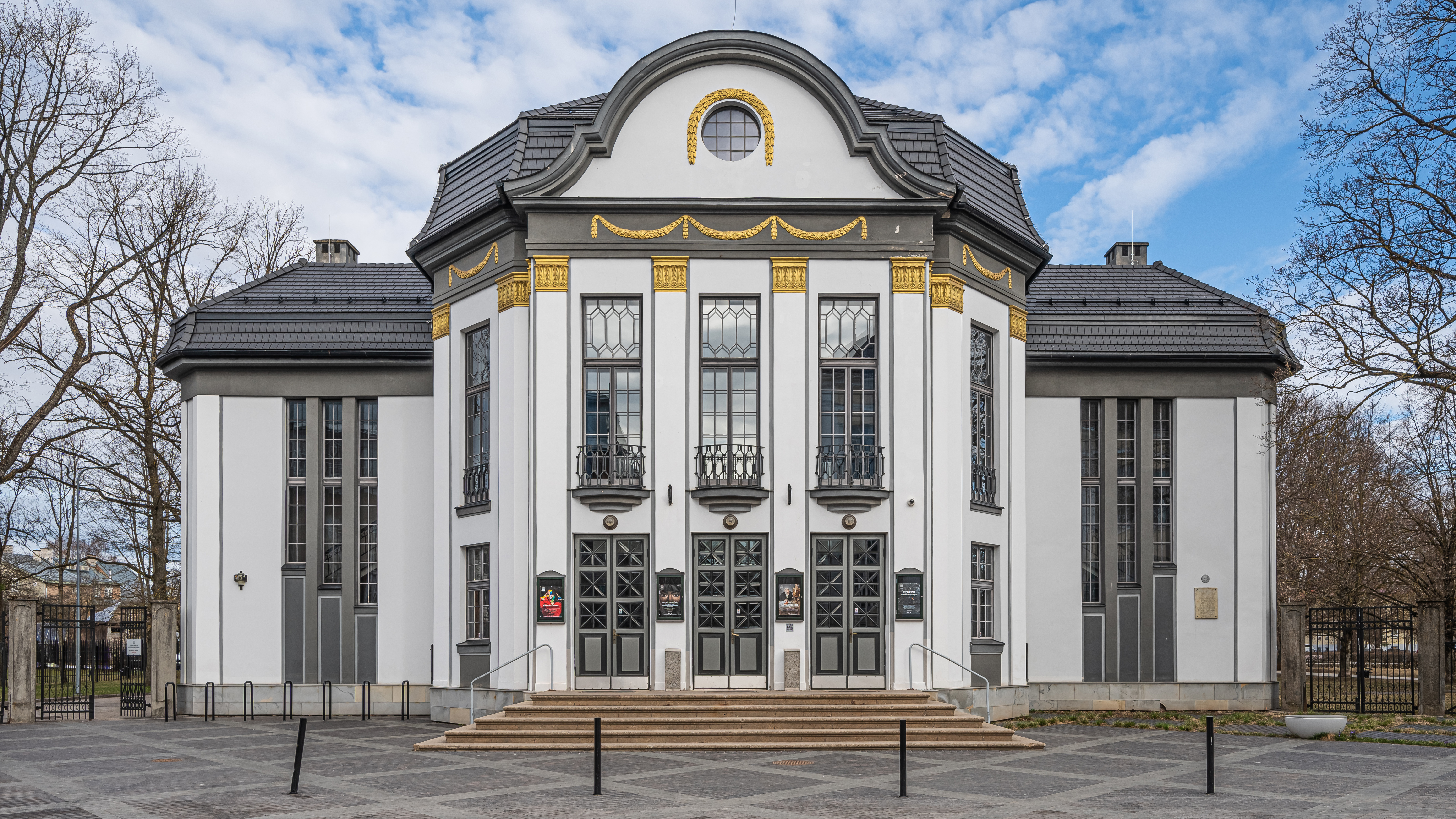
Малый дом Ванемуйне

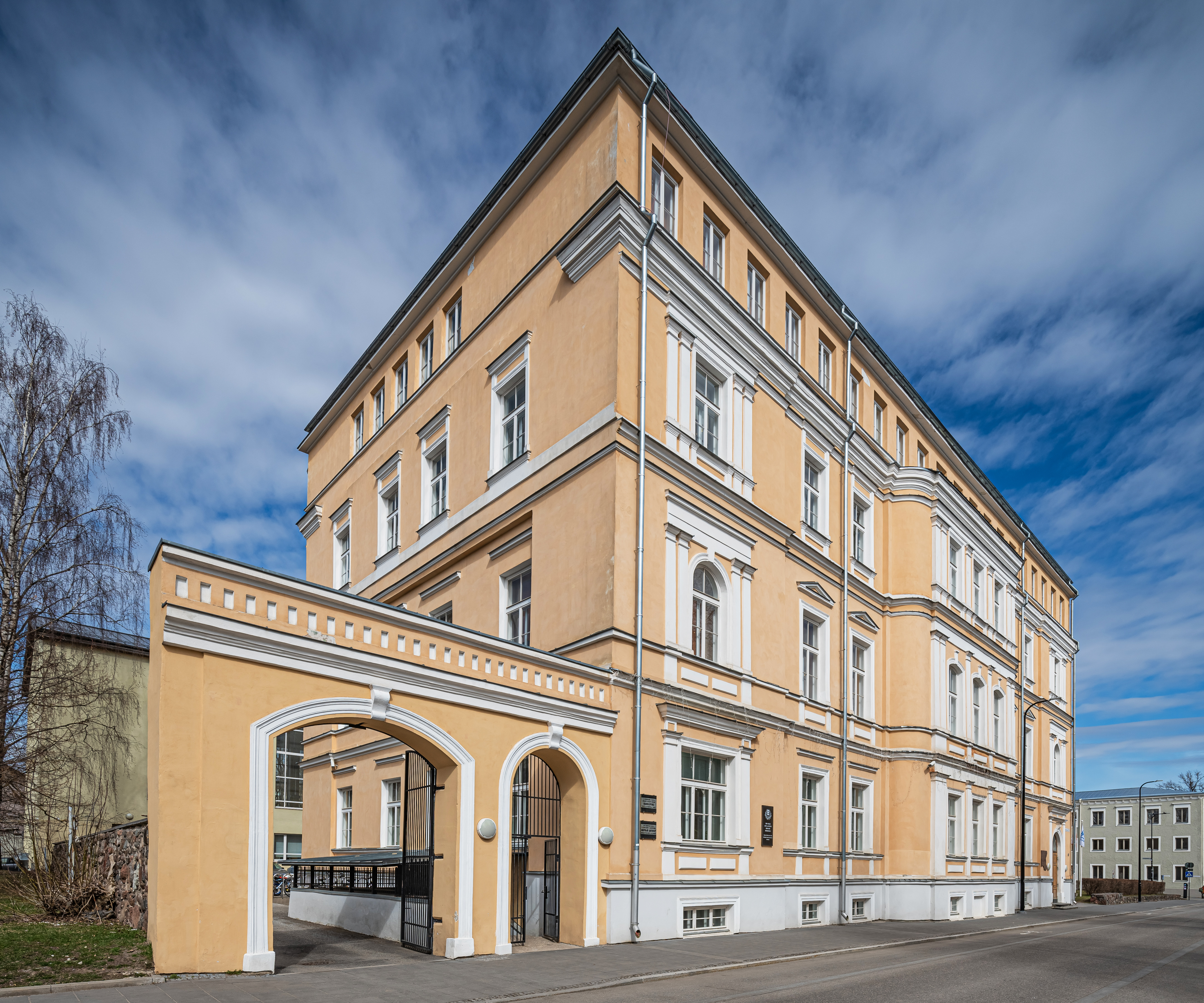
Гимназия Яна Поски

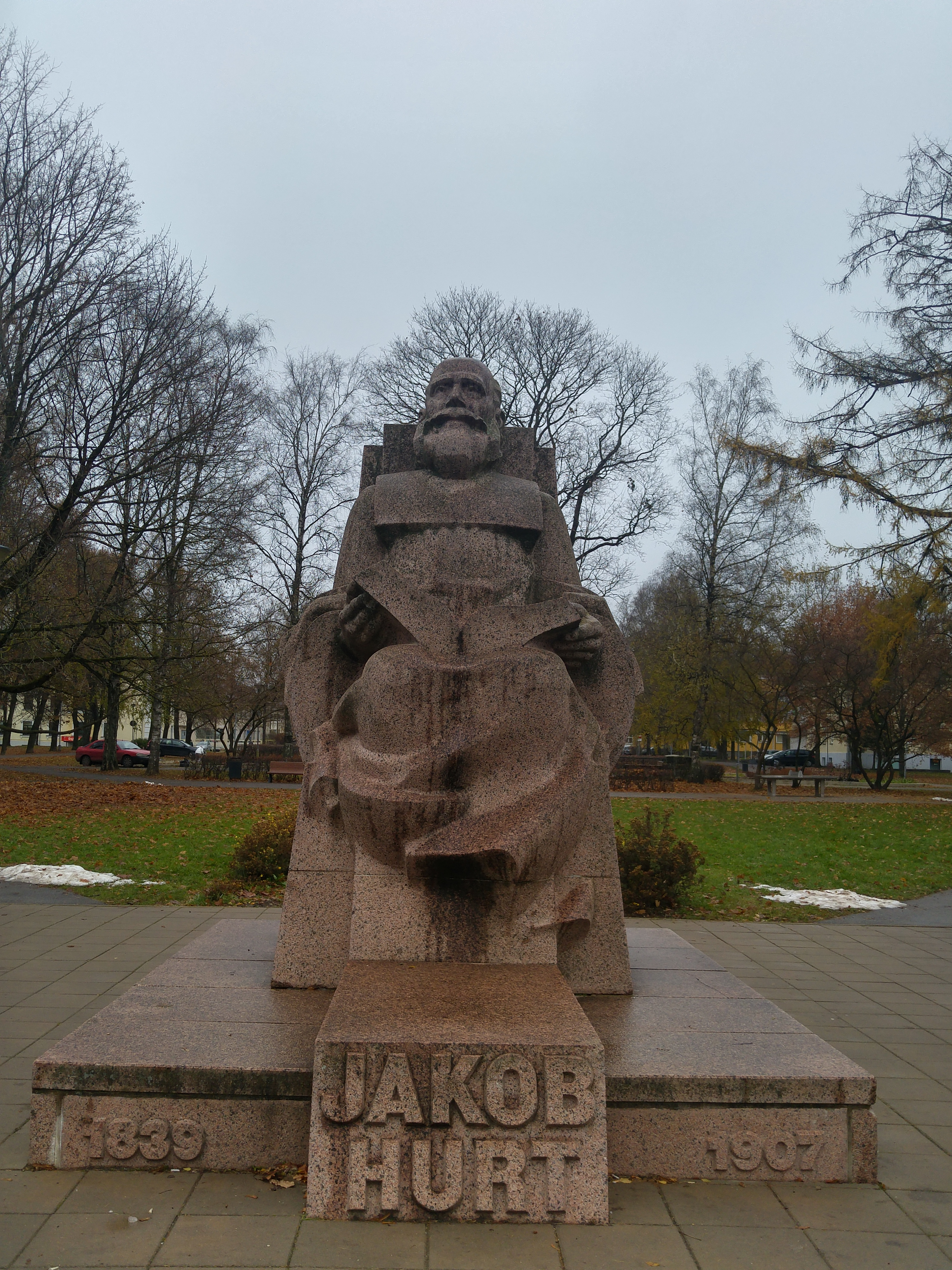
Памятник Якобу Хурту

д. 35 — в 1920 году здесь был подписан Тартуский мирный договор между РСФСР и Эстонией. В настоящее время здание занимает гимназия Яна Поски.
д. 42 — Эстонский литературный музей
д. 45а — театральное здание «Малый дом Ванемуйне» (эст. Vanemuise Väike Maja, 1914—1918)
д. 46 — факультет науки и технологий Тартуского университета (1912—1914, архитектор Отто Хоффман).
К улице примыкает парк Ванемуйне. В парке установлен памятник эстонскому литератору и общественному деятелю Якобу Хурту (1839—1907).
д. 51 —  (1901)

д. 54 — вилла (1912, югендстиль). Здесь располагался центр Эстонского Союза Студентов «Фратернитас Эстика» и телестудия.

## Известные жители
Хейкки Харавеэ (1924—2003) — эстонский советский артист театра и кино. Заслуженный артист Эстонской ССР (1978), Почётный член Эстонской ассоциации актёров.